# باربرا أندرسون
باربرا أندرسون (بالإنجليزية: Barbara Anderson)‏ هي كاتِبة نيوزيلندية، ولدت في 26 أبريل 1926 في هاستينجس في نيوزيلندا، وتوفيت في 24 مارس 2013 في أوكلاند في نيوزيلندا.